# Deutsche Gesellschaft für Pharmazeutische Medizin
Die Deutsche Gesellschaft für Pharmazeutische Medizin e. V. (DGPharMed) ist eine wissenschaftlich-medizinische Fachgesellschaft mit etwa 1.300 Mitgliedern. Laut Satzung befasst sie sich mit der Entdeckung, Erforschung, Entwicklung, Nutzen/Risiko-Bewertung, Zulassung und Inverkehrbringen, kontinuierlichen Überwachung und Sicherheit von Arzneimitteln, Medizinprodukten und biotechnologischen Produkten, sowie mit der Information und medizinischen Kommunikation über dieselben.
Die DGPharMed ist Anbieterin von Fort- und Weiterbildungen und richtet Kongresse, Tagungen, Arbeitskreissitzungen und Seminare aus. Sie publiziert seit November 2018 gemeinsam mit der „GQMA – German Quality Management Association e.V.“ die „PM QM“ – Fachzeitschrift für pharmazeutische Medizin und Qualitätsmanagement (eine Fortführung der von der DGPharMed seit 1989 publizierten Titel, zuletzt als „pharmazeutische medizin“).

## Geschichte
Die DGPharMed wurde am 3. April 1973 in Wiesbaden als „Fachgesellschaft der Ärzte in der pharmazeutischen Industrie e.V.“ (kurz FÄPI) gegründet. Im Jahr 1996 erfolgte die Umbenennung in DGPharMed – Deutsche Gesellschaft für Pharmazeutische Medizin e.V. Diese Umbenennung ging mit einer Erweiterung des Aufgaben- und Wirkungsspektrums einher und sollte die internationalen Entwicklungen im Fach Pharmazeutische Medizin reflektieren. Durch die Abstimmungen vom 15. Februar und 17. März 2016 trat die aktuelle Satzung in Kraft, mit der durch Änderungen im Bereich des Erwerbs der Mitgliedschaft mehr Möglichkeiten zum Beitritt und der aktiven Mitarbeit in der Gesellschaft erreicht werden sollten. Ordentliche Mitglieder können demnach nun werden: Humanmediziner, Zahnmediziner, Veterinärmediziner, Naturwissenschaftler aller Fachrichtungen sowie andere Akademiker mit abgeschlossenem, den Aufgaben der Gesellschaft nahem Studium, die in der pharmazeutischen Industrie, Medizintechnik, Kosmetikindustrie, Nahrungsmittelindustrie, Auftragsorschungsinstituten, Grundlagenforschung, bei Ethik-Kommissionen oder Behörden oder als praktizierende Ärzte (Praxis, Klinik) tätig sind. Zudem besteht die Möglichkeit einer „assoziierten“ Mitgliedschaft für Personen mit Bachelor-Abschluss, Studenten mit naturwissenschaftlichem oder humanmedizinischem Studiengang, Nicht-Akademiker mit abgeschlossener Ausbildung, Personen mit abgebrochener akademischer Ausbildung, sowie Akademiker mit Abschluss in einem Studiengang, der den Aufgaben der Gesellschaft nicht nahe steht, aber die in der pharmazeutischen Industrie, Medizintechnik, Kosmetikindustrie, Nahrungsmittelindustrie, Auftragsforschungsinstituten, Grundlagenforschung, bei Ethik-Kommissionen oder bei Behörden tätig sind.

## Struktur
Der DGPharMed organisiert sich durch die Mitgliederversammlung als ihrem obersten Organ, sowie einem von diesem gewählten Vorstand (Vorsitzender (president), zukünftiger Vorsitzender (president elect), vorheriger Vorsitzender (immediate past president), Kassenführer und maximal sechs Beisitzer). Der gesamte Vorstand wird alle zwei Jahre von der Mitgliederversammlung neu gewählt. Die jeweilige Amtsdauer der Vorsitzenden, der designierten Vorsitzenden und der vorherigen Vorsitzenden ist auf zwei Jahre begrenzt.
Der Vorstand kann Gremien einrichten, z. B. Arbeitskreise, Projektgruppen oder Fachbereiche.

### Gremien
Durch Arbeitskreise (Regionalgruppen) wird die DGPharMed „in den Regionen“ repräsentiert. Diese bestehen seit 1985 und bieten ein Forum zum Erfahrungsaustausch zwischen Mitgliedern und Nicht-Mitgliedern und widmen sich der Fortbildung in Pharmazeutischer Medizin. Es gibt fünf Arbeitskreise in den folgenden Regionen (Stand Dezember 2019): Bayern, Berlin/Brandenburg, Norddeutschland, Nordrhein, Südwest.
In sechs Fachbereichen befasst sich die DGPharMed mit den folgenden, langfristig als relevant erachteten Aufgabengebieten (Stand Dezember 2019):
- eSolutions (zur Nutzung der Informationstechnologie in der klinischen Forschung)
- Klinische Prüfungen
- KI (Künstliche Intelligenz)
- Market Access (Marktzugang von innovativen Arzneimitteln, Medizinprodukten und anderen Gesundheitstechnologien)
- Personalisierte Medizin
- Pharmakovigilanz (Arzneimittelsicherheit)[7]

### Partnerorganisationen
- Arbeitsgemeinschaft der Wissenschaftlichen Medizinischen Fachgesellschaften e.V (AWMF)
- International Federation of Associations of Pharmaceutical Physicians & Pharmaceutical Medicine (IFAPP)[8]
- Swiss Association of Pharmaceutical Professionals (SwAPP)[9]

## Bekannte Mitglieder
- Bernhard Uehleke (* 1956), Professor für Phytopharmakologie und Phytotherapie, Berlin

### Vorsitzende
- 2013–2015: Axel Mescheder
- 2015–2017: Susanne Kienzle-Horn
- 2017–2019: Christoph Gleiter
- seit 2019: Florinda Mihaescu

Amtierender Vorstand
- Vorsitzende: Florinda Mihaescu
- President elect: Holger Adelmann
- Immediate past president: Christoph Gleiter
- Kassenführer: Karl-Peter Klein
- Beisitzer: Grit Andersen (Schriftführung, Fortbildungen), Monika Boos (Journal PM QM), Christian Hinze (Arbeitskreise), Carsten Wieser (Kongresse und Tagungen), Bernard Brandewiede (Fachbereiche)